# Lista de prefeitos de Conceição do Almeida
Esta é uma lista de intendentes, prefeitos e vice-prefeitos do município baiano de Conceição do Almeida, desde sua emancipação no final do século XIX.
O cargo de prefeito no Brasil, foi criado em 11 de abril de 1835, pela assembleia provincial paulista, em reação aos amplos poderes conferidos pelo Código de Processo Criminal de 1832 às câmaras municipais. Seguiram o exemplo paulista seis províncias do nordeste brasileiro (Alagoas, Ceará, Maranhão, Paraíba, Pernambuco e Sergipe).
Sob a vigente ordem constitucional, essa designação é dada ao funcionário público do Poder Executivo municipal, que exerce seu cargo em função de uma legislatura (mandato), sendo para tanto eleito a cada quatro anos, podendo ser reeleito por mais 4 anos (segundo mandato).
Funções
O poder executivo municipal chefia a administração e comanda os serviços públicos, tendo como comandante o prefeito.
A partir da constituição brasileira de 1934, o cargo de prefeito passou a ser o único, em todo o Brasil, ao qual estão atribuídas as funções de chefe do poder executivo do governo local, em simetria aos chefes dos executivos da União e do estado, portanto, em forma monocrática. Este texto quer dizer que deverá haver harmonia e integração de ação entre as esferas envolvidas sem a intervenção de uma na outra, exceto nos casos previstos na Constituição Federal.
Eleições
O prefeito é eleito por sufrágio universal, secreto, direto, em pleito simultâneo em todo o País, realizado a cada quatro anos, no primeiro domingo de outubro.
E trinta dias após tem lugar o segundo turno, se o eleito em primeiro lugar não atingir 50% dos votos válidos mais um voto, no caso de municípios com mais de duzentos mil eleitores.
Conforme a legislação eleitoral atual no Brasil para tornar-se elegível, exige-se uma série de requisitos;
- Possuir nacionalidade brasileira ou portuguesa (neste caso, o cidadão português deve se encontrar amparado pelo Estatuto de Igualdade entre Portugueses e Brasileiros),
- Título de eleitor em dia e estar em gozo pleno do exercício dos direitos políticos,
- Domicilio eleitoral na circunscrição na qual o candidato se apresenta,
- Filiação partidária,
- Ser alfabetizado (tópico invalidado pela atual constituição brasileira de 1988),
- Desincompatibilização de cargo público — Se ocupa um cargo público deve sair seis meses antes das eleições e voltar caso possa só após seis meses ao pleito eleitoral,
- Renúncia de outro mandado até seis meses antes do pleito e não ser parente afim ou consangüíneo, até segundo grau, ou cônjuge de titular de cargo eletivo; pode, entretanto, ser candidato à reeleição (artigo 14 da Constituição),
- Ter idade mínima de 21 anos.

## Relação de Prefeitos Municipais desde a emancipação
| Nº | Nome                                    | Partido | Vice-prefeito                                                                                   | Início do mandato       | Fim do mandato          | Observações                              |
| 1  | José Leandro Gesteira                   | PRF     | ignorado                                                                                        | 18 de julho de 1890     | 4 de fevereiro de 1905  | Primeiro intendente (prefeito) municipal |
| 2  | Clementino Correia Caldas               | PRP     | ignorado                                                                                        | 5 de fevereiro de 1905  | 14 de outubro de 1910   | Intendente (prefeito) municipal          |
| 3  | João Antônio de Coni                    | PRF     | ignorado                                                                                        | 15 de outubro de 1910   | 26 de fevereiro de 1922 | Intendente (prefeito) municipal          |
| 4  | Mário Bonotto                           | PRF     | ignorado                                                                                        | 27 de fevereiro de 1922 | 14 de junho de 1928     | Intendente (prefeito) municipal          |
| 5  | Gilberto Bosque                         | PP      | ignorado                                                                                        | 15 de junho de 1929     | 2 de março de 1930      | Intendente (prefeito) municipal          |
| 6  | Mário Bonotto                           | PRF     | ignorado                                                                                        | 3 de março de 1930      | 17 de outubro de 1932   | Intendente (prefeito) municipal          |
| 7  | Edgard Tupinambá                        | PRC     | ignorado                                                                                        | 18 de outubro de 1932   | 21 de maio de 1938      | Prefeito municipal                       |
| 8  | Pedro Coni Neto                         | PRC     | ignorado                                                                                        | 22 de maio de 1938      | 1° de janeiro de 1947   | Prefeito municipal                       |
| 9  | Aurino Fagundes                         | PSD     | ignorado                                                                                        | 2 de janeiro de 1947    | 30 de janeiro de 1951   | Prefeito e vice eleitos                  |
| 10 | Marcelo Fagundes                        | PSD     | ignorado                                                                                        | 31 de janeiro de 1951   | 30 de janeiro de 1956   | Prefeito e vice eleitos                  |
| 11 | Pedro Coni Filho                        | PSD     | ignorado                                                                                        | 31 de janeiro de 1956   | 30 de janeiro de 1961   | Prefeito e vice eleitos                  |
| 12 | Aurino Fagundes                         | PSD     | ignorado                                                                                        | 31 de janeiro de 1961   | 30 de janeiro de 1966   | Prefeito e vice eleitos                  |
| 13 | Djalma Rocha Galvão                     | PSD     | ignorado                                                                                        | 31 de janeiro de 1966   | 30 de janeiro de 1967   | Prefeito e vice eleitos                  |
| 14 | Pedro Coni Neto                         | ARENA   | ignorado                                                                                        | 31 de janeiro de 1967   | 30 de janeiro de 1970   | Prefeito e vice eleitos                  |
| 15 | Djalma Rocha Galvão                     | ARENA   | ignorado                                                                                        | 31 de janeiro de 1970   | 31 de janeiro de 1972   | Prefeito e vice eleitos                  |
| 16 | Manoel José de Andrade                  | ARENA   | ignorado                                                                                        | 1° de fevereiro de 1972 | 31 de janeiro de 1977   | Prefeito e vice eleitos                  |
| 17 | José de Souza Almeida, Juca Almeida     | ARENA   | Joel de Souza Neiva (ARENA)                                                                     | 1° de fevereiro de 1977 | 31 de janeiro de 1983   | Prefeito e vice eleitos                  |
| 18 | Joel de Souza Neiva                     | PDS     | ignorado                                                                                        | 1° de fevereiro de 1983 | 31 de dezembro de 1988  | Prefeito e vice eleitos                  |
| 19 | Lúcia Borges Coni                       | PFL     | ignorado                                                                                        | 1º de janeiro de 1989   | 31 de dezembro de 1992  | Prefeito e vice eleitos                  |
| 20 | Augusto Fagundes                        | PDS     | ignorado                                                                                        | 1º de janeiro de 1992   | 31 de dezembro de 1996  | Prefeito e vice eleitos                  |
| 21 | Lúcia Borges Coni                       | PL      | ignorado                                                                                        | 1º de janeiro de 1997   | 31 de dezembro de 2000  | Prefeito e vice eleitos                  |
| 22 | Joel de Souza Neiva                     | PFL     | ignorado                                                                                        | 1º de janeiro de 2001   | 31 de dezembro de 2004  | Prefeito e vice eleitos                  |
| 23 | Joel de Souza Neiva                     | PFL     | ignorado                                                                                        | 1º de janeiro de 2005   | 31 de dezembro de 2008  | Prefeito reeleito                        |
| 24 | Adailton Campos Sobral "Ito de Bega"    | PMDB    | Antonio Armando da Silva Neves (PT)                                                             | 1º de janeiro de 2009   | 31 de dezembro de 2012  | Prefeito e vice eleitos                  |
| 25 | Antonio Armando da Silva Neves          | PT      | Gerson Lessa (PSD)                                                                              | 1º de janeiro de 2013   | 31 de dezembro de 2016  | Prefeito e vice eleitos                  |
| 26 | Adailton Campos Sobral "Ito de Bega"    | PSD     | Dilson Nunes Caetano "Dilson da Muritibinha" (PSL) e Adenildo Santos Lopes "Nino de Osana" (PL) | 1° de janeiro de 2017   | 31 de dezembro de 2020  | Prefeito e vice eleitos                  |
| 27 | Adailton Campos Sobral "Ito de Bega"    | PSD     | Dilson Nunes Caetano "Dilson da Muritibinha" (PSL) e Adenildo Santos Lopes "Nino de Osana" (PL) | 1º de janeiro de 2021   | 31 de dezembro de 2024  | Prefeito reeleito e vice eleitos         |
| 28 | Renata Suely Nogueira de Santana Barros | PSD     | Jaílton Melo Souza (PSD)                                                                        | 1° de janeiro de 2025   | Atualidade              | Prefeita e vice eleitos                  |

Legenda
| cor   | significado |
| verde | mandatários eleitos por votação direta.                                                                                       |
| bege  | mandatários interinos, ou nomeados pela Câmara Municipal, pelo governo central (estadual ou federal) ou por decisão judicial. |